# Henri Borel
Henri Jean François Borel (Dordrecht, 23 novembre 1869 – L'Aia, 31 agosto 1933) è stato uno scrittore e giornalista olandese.
Appassionato di religioni e filosofie orientali, Borel contribuì fortemente alla loro diffusione in Occidente.

## Famiglia
Henri Borel era figlio del general maggiore e governatore della Koninklijke Militaire Academie George Frederik Willem Borel e di Suzanna Elisabeth Marcella. La madre era discendente della casata dei Marcella e nipote del generale Bernardus Johannes Cornelis Dibbets. Henri ebbe un fratello minore, Eduard Arnold, morto a meno di sedici anni, e una sorella maggiore, Julie Desirée Borel (1867-1933), che andò sposa al funzionario nelle Indie orientali olandesi Eduard Ludwig Martin Kühr. Un cugino, il figlio dello zio Harry Hubert Borel, fu George Borel, sottotenente di vascello della marina militare, che morì nel disastro del monitore Adder. Un altro cugino, figlio dello zio Henri Ferdinand Borel, fu il tenente generale Jean Henri Borel.
Ebbe tre matrimoni: il primo l'8 giugno 1892 con Maria Christina zur Haar; il secondo il 10 dicembre 1902 con Helena Maria de Hartog; il terzo il 23 febbraio 1911 con Anna Maria Huffstad. Un figlio nato dal secondo matrimonio fu l'attore Louis Borel. Dal primo matrimonio ebbe due figli, Wilhelmina Suzanna e Paul Frederik, e dal terzo un'altra figlia, Machteld Irmgard.

## Carriera

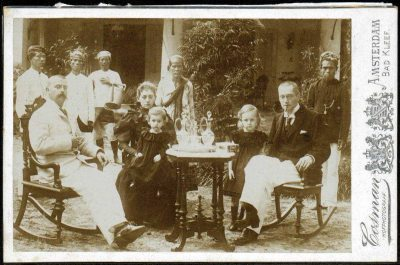
Henri Borel e Bas Veth (a sinistra) a Macassar, 1897, nel giardino di casa di Borel

### Carriera nelle Indie Orientali
Henri Borel frequentò la Hogere Burgerschool all'Aia, a Goes e a Roermond, sostenendo un esame da interprete di cinese, e continuò a studiare questa lingua all'Università di Leida con, tra gli altri, il professor Schlegel. Nel 1892 partì per la Cina, dove proseguì lo studio del cinese sull'isola di Ku Lang Su; in questo periodo scoppiò la prima guerra sino-giapponese (1894), ed egli divenne allora corrispondente per il Nieuwe Rotterdamse Courant, al quale scriveva note per riferire la situazione in Cina. Fu poi nominato interprete per gli affari cinesi a Makassar, Surabaya, Semarang e Pontianak, e in seguito funzionario per gli affari cinesi a Tanjung Pinang. Nei suoi rapporti riferiva spesso di abusi, corruzione e ingiustizia, provocando il malcontento delle autorità locali. Nel 1896 fu trasferito a Makassar, dove la situazione si ripeté. Nel 1898 fu rimpatriato definitivamente nei Paesi Bassi. Nel frattempo aveva intrapreso la sua opera letteraria Wu Wei, una fantasia filosofica di risposta alla filosofia di Lao Tzu. Il saggio di fu poi incluso nella raccolta Wijsheid en schoonheid in China. Fu tradotto in tedesco in tre edizioni, in francese e in inglese in quattro, in italiano. Borel l'avrebbe considerato la sua opera migliore e ne avrebbe detto: «È la mia opera preferita, tanto che non mi importerebbe che tutte le altre mie pubblicazioni fossero bruciate, se solo il Wu Wei si salvasse».
Nel 1903 Borel tornò nelle Indie orientali, dove fu nuovamente di stanza a Tanjung Pinang e fu incaricato di verificare l'applicazione delle ordinanze sanzionatorie dei coolie (koelieordonnanties) nelle miniere di stagno di Singkep. Recatovisi di persona, vide con i suoi occhi situazioni esasperanti. Il rapporto non reticente che ne scrisse non fu mai reso pubblico, ma provocò aspre tensioni e lo costrinse infine a rientrare nei Paesi Bassi, in congedo per malattia. Nel 1905 giunse ad Amsterdam, dove si era stabilito, un telegramma dal governatore generale Jo van Heutsz, nel quale si dichiarava che se avesse voluto fare ritorno nelle Indie orientali, sarebbe stato assegnato a Semarang. Borel la considerò una riabilitazione e partì per la terza volta per le Indie. Lì erano in ascesa le attività cinesi, ed egli cercò di rappresentarne al meglio gli interessi. Nel 1911 ottenne il titolo personale di consigliere per gli affari cinesi. Nel 1912, in seguito alle rivolte cinesi a Surabaya, scrisse un rapporto completamente opposto a quello del referente locale, il che provocò un nuovo trasferimento. Durante la permanenza nelle Indie orientali, tra l'altro, strinse amicizia con Karel Wijbrands e H. C. Zentgraaff, un rapporto che non era approvato dai suoi superiori e che influì anche negativamente sulla sua carriera. Wijbrands e Borel condussero una lotta serrata contro ingiustizie, abusi e corruzione e la segnalazione di essi.

### Carriera nei Paesi Bassi
Nel 1913 Borel tornò in congedo nei Paesi Bassi, dove perse in parte la vista per un incidente, il che gli valse l'ottenimento di un congedo con onore dal servizio del paese. Si stabilì quindi all'Aia dove, dal 1º novembre 1916, si mise a scrivere recensioni teatrali e letterarie su Het Vaderland. Nel suo ruolo di critico si prefisse sempre una posizione imparziale, che non riconoscesse mostri sacri e non concedesse a motivi di amicizia o inimicizia di giocare alcun ruolo, il che gli procurò molti nemici. Borel vedeva questo spirito critico come un'eredità di suo padre, il quale nel 1878, da capitano, aveva scritto un libro di critiche alla seconda spedizione di Aceh. A questo proposito ebbe a dire: «Concludo rendendo omaggio alla memoria del critico coraggioso che fu mio padre, e dal quale ho ereditato anche grande amore e attitudine per la musica». Fu amico di Frederik van Eeden, Johan Thorn Prikker e Louis Couperus. Una corrispondenza di oltre quattrocento lettere, scambiata con van Eeden tra il 1889 e il 1930, si conserva presso l'Università di Amsterdam e il Museo letterario dell'Aia.

### Malattia e morte
Negli ultimi tre anni di vita Henri Borel soffrì di problemi cardiaci e poi di difficoltà di deambulazione, ebbe episodi di febbre elevata e patì per un'infiammazione del braccio. Una settimana prima del decesso le sue condizioni si aggravarono e lo fecero collassare. Lunedì 28 agosto consegnò comunque il lavoro per il giornale, ma fu colto dalla febbre, che salì oltre i 40°C. Martedì 29 fu data notizia della sua gravità e mercoledì 30 della sua perdita di coscienza. Morì all'Aia la notte di giovedì 31 agosto 1933. Fu ammesso alla Chiesa cattolica sul letto di morte: in realtà aveva già ricevuto i sacramenti in precedenza, e fu battezzato sub condicione. Durante l'agonia il parroco di Nuland, Wouter Lutkie, recitò insieme alla famiglia il Padre nostro e l'Ave Maria per il convertito agonizzante. In seguito si disse che fosse stato battezzato in stato di incoscienza e contro la sua volontà, ma la Chiesa negò. Lutkie avrebbe scritto sul Nieuwe Tilburgse Courant: «Henri Borel e Frederik van Eeden. Il diario di van Eeden testimonia la fedeltà inesaurita e irreducibile di Borel. Dove altri hanno rinunciato o non hanno potuto proseguire, Borel è rimasto coerente o quanto meno chiaro. Un'amicizia [tra Borel e van Eeden] fedele oltre la morte. La grazia accettata da van Eeden non è stata respinta da Borel».
Henri Borel fu quindi sepolto nel cimitero cattolico dell'Aia. I funerali solenni erano stati celebrati nella parrocchiale di Nostra Signora di Lourdes in Parklaan. La redazione di Het Vaderland ricevette molti messaggi di condoglianze. Alessandro Moissi scrisse «Il mio amico Borel vive nel mio cuore»,Tilla Durieux «Non si può immaginare L'Aia senza Henri Borel» e Marie Kalff Lenormand «Nessun critico olandese aveva altrettanta conoscenza del teatro e della letteratura francese».
Volendo unirsi alla fede del marito e della figlia, la moglie di Henri Borel ricevette il battesimo e la prima comunione nella cappella del collegio Jerusalem di Venray.
Fu commendatore dell'Ordine cavalleresco del Dragon Vert d'Annam.

## Pensiero

### Sul lavoro e sulla vita
Henri Borel ebbe a definire i propri romanzi Het zusje, Het vlindertje, De leugen der eer, Het recht der liefde, Levenshonger, Liliane e Leliënstad cosiddetti «romanzi a contratto». Li aveva scritti mentre era in congedo nei Paesi Bassi ed era tenuto per contratto a consegnare due romanzi all'anno al suo editore. Si disse non interessato agli apprezzamenti e si autodefinì "un isolé" fortunatamente del tutto estraneo alla cerchia dei letterati famosi: perché, disse, "odio la letteratura che è pura letteratura". Fu un grande appassionato di musica, specie di Johann Sebastian Bach e disse di amarla molto più della letteratura. Così espresse il suo amore per Bach: "Man mano che invecchi, non puoi più suonare Chopin, Schumann, Schubert e nemmeno il più grande, Beethoven. Ma suoni Bach, perché è al di sopra di tutto, si è lasciato tutto alle spalle e si è innalzato oltre ciò che è profondamente umano, nell'armonia divina delle sfere celesti".
Aborriva l'art pour l'art e riteneva che l'arte dovesse essere in certa misura devozione religiosa, rinuncia totale all'impersonalità e un fattore culturale. Non amava i letterati privi di cultura generale. Nel movimento degli Ottanta considerava Frederik van Eeden la figura maggiore, specie per la sua grande rilevanza in ambito sociale: "Al contrario di altri contemporanei, van Eeden non è sempre incentrato sulla sua individualità, ma opera molto nel sociale". Dello studio della sinologia disse che la più grande delusione della sua vita era stata, dopo il ritorno dall'India, non esservisi più potuto dedicare, poiché esso sarebbe stato la vera realizzazione della sua vita. Anche nelle attività che svolse in seguito mise tutto il cuore, ma non le considerò mai la sua vocazione. Lo studioso e filosofo cinese Lim Boen Keng (allora segretario di Sun Yat-sen) scrisse: «Il tuo Wu Wei mi è stato di conforto in tempo di distensione e preoccupazione».
Borel aveva due lati in termini morali. Da un lato, ha regolarmente avversato i passaggi pornografici nella Letteratura Olandese nei suoi articoli su Het Vaderland. D'altra parte, egli stesso ha tradotto le Avventure d'Amore di Casanova e ha scritto con gli pseudonimi Jean de Blois ed Etienne Labas almeno 20 romanzi "realistici" come Il Club Dei Crudeli Maestri e Il bordello di Madame Mathilde. 

### Sulle sue opere
- Di Het jongetje (1899) Borel disse che non ne avrebbe cambiata una sola parola. Sebbene all'epoca fosse denigrato per "debole" e "sentimentale", Borel non la pensava affatto così e lo aveva molto a cuore, anche se ammise che, apprezzarlo sentirlo, occorreva conoscere il sentire di un ragazzo di quindici o sedici anni.
- Su Een droom (uit Tosari) si pentì di non aver mantenuto il libro una contemplazione poetica del territorio montano di Tosari, ma di avervi intessuto un romanzo d'amore. Sostenne che Couperus l'aveva molto amato e ne aveva scritto che «sarebbe durato quanto la letteratura olandese», giudizio che egli trovò esagerato.
- Fu molto soddisfatto di Het dag'het in den Oosten (1910) e riteneva di avervi predetto la rivoluzione cinese.
- Amava soprattutto De laatste incarnatie, Het schone eiland, alcuni ma non tutti i brani di Karma e la maggior parte di quelli della raccolta Leven en dood.
- Amava molto anche la novella De oude kip, pubblicata in una ristampa di De laatste incarnatie.

### Borel e Couperus
In ottobre e novembre 1923, il salone d'arte Arti del libraio Dijkhoffz sulla Haagse Plaats tenne una mostra su Louis Couperus esponendo molte sue opere. Ne fu pubblicato anche un catalogo in forma di bibliografia con introduzione Henri Borel. Egli vi scrisse, tra l'altro:
La stessa mostra si tenne tra novembre e dicembre anche ad Arnhem, nelle librerie Hijman, Stenfert Kroese e van der Zande.
In occasione della grande mostra su Louis Couperus che si tenne per il suo settantesimo anniversario della sua nascita, Borel scrisse: «Il giorno in cui avrebbe compiuto settant'anni, sulla tomba di Couperus veine deposta una bella corona di fiori e il presidente della Società Louis Couperus tiene un discorso. Non amo le società "amici di..." dove, in morte di uno scrittore che è stato lasciato troppo solo durante la vita, spuntano fuori all'improvviso i suoi "amici", e io per questo non sono membro di nessuna di esse». Per Borel Couperus era uno dei rari aristocratici veri tra gli scrittori. Si vedevano poco, ma erano comunque buoni amici. In una lettera Couperus gli aveva espresso rammarico per il fatto di vedersi così di rado. Una volta gli aveva chiesto di fare un giro in città, all'Aia, ma piuttosto che prendere un tè o un cocktail da qualche parte lo aveva condotto per i quartieri popolari. Nell'occasione Couperus gli disse: "Detesto i borghesi, amo il popolo". Una volta che andavano insieme in giro per Nizza, Couperus sostò di colpo davanti a un grande edificio in costruzione, dove venivano portate grandi pietre di basalto e granito e disse: «Vedi questo? Mi ha dato l'ispirazione per Babel».
Una volta che Borel e Couperus erano insieme nella stanza di Couperus sullo Hoge Wal, il manoscritto di Komedianten, appena completato, giaceva davanti a loro. Couperus osservò: «Questo per una volta è un libro che non ho scritto solo perché devo farlo, perché è il mio mestiere scrivere libri. Per una volta non è un libro che devo vendere. Questo l'ho scritto solo per amore dell'argomento e lo adoro davvero. Credo in questo più che nella maggior parte dei miei libri». Borel avrebbe detto in seguito: «Poi mi mandò una copia di God en de Goden toe, che divenne il suo libro preferito». Una volta che in piazza passò davanti a loro una magra e patetica fioraia, Borel disse di essere dispiaciuto la questa ragazza, ma Couperus rispose: «Che altro facciamo noi, Borel? Non vendiamo fiori anche noi? Che cosa cambia con i nostri libri e i nostri articoli, con il nostro mestiere?». Nel loro ultimo incontro, Couperus appena tornato dal Giappone disse a Borel: «Vedi, credo di averti già detto che sono la reincarnazione di un antico romano, ma quando vedo questo [il Bezuidenhout], mi sento solo Hagenaar, Hagenaar pur sang».

## Opere

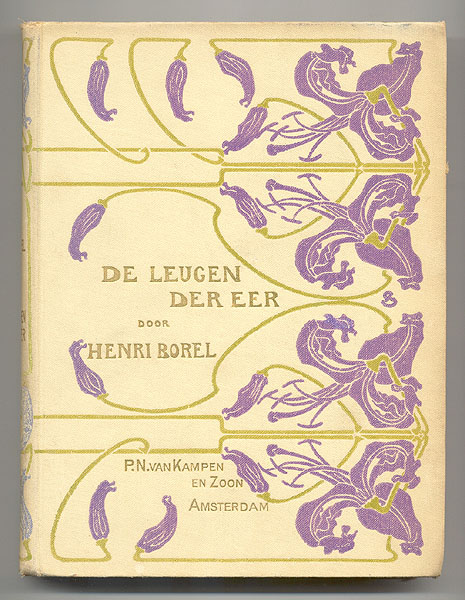
De leugen der eer (1903)

### Libri
- Wijsheid en Schoonheid uit China (include il Wu Wei), 1895
- De Chinese filosofie, toegelicht voor niet-sinologen
  - Kh'oeng Foe Tsz', 1896
  - Lao Tsz', 1898
  - Mêng Tsz', 1931
- Kwan Yin, een boek van de goden en van de hel, 1897
- Het jongetje, 1898
- Studiën, 1898
- Een droom, 1899
- De Chinese kwestie, 1900
- De Chinezen in Nederlands-Indië, 1900
- Het zusje, 1900
- Opstellen, 1900
- De laatste incarnatie, 1901
- Het recht der liefde, een studie uit het Indische leven, 1901
- Van de Engelen, 1901
- Het vlindertje, 1901
- Leliane, een modern sprookje, 1902
- Levenshonger, een studie, 1902
- Marie Madeleine, de drie nachten, traduzione di canzoni d'amore della tradizione tedesca, 1902
- De leugen der eer, 1903
- De stille stad, 1904
- Leliënstad, 1904
- Wijsheid en schoonheid uit Indië, 1905
- Chinese kunst, in occasione della mostra tenuta in Batavia dal circolo culturale delle Indie Olandesi, 1906
- Opstellen. Tweede bundel, 1906
- Van Batavia naar Rotterdam, reisgids van de Rotterdamse Lloyd, 1906
- De Christelijke zending, serie Pro en Contra, 1910
- Het daghet in den Oosten, 1910
- De godsdienst van het oude China. Serie grote godsdiensten, 1911
- Chinese verenigingen, 1913
- De Chinese beweging in Nederlands-Indië, 1913
- De Chinese republiek, discorso davanti all'associazione cinese Chung Hwa Hwui in Amsterdam, 1913
- Een werkkring in Indië, serie Pro en Contra, con il contributo di Isaäc Pierre Constant Graafland, 1913
- De geest van China, 1916
- Het karnen van de oceaan des tijds, dal manoscritto in sanscrito tradotto in inglese da F. W. Bain. Tradotto dall'inglese e illustrato da Henri Borel, 1918-1922
- Reisbrieven over China en Indië, su Het Vaderland, 1920
- Het Schoone Eiland. Een tweede boek van wijsheid en schoonheid uit China, 1922
- Duizend en één nacht. Arabische vertellingen, edizione completa a cura di Henri Borel, 1922
- Karma en andere verhalen, racconti brevi, 1923
- Zee-reisbrieven, reis met de Insulinde, 1924
- Van Batavia tot Rotterdam (reis met het S.S. Sindoro (Rotterdamsche Lloyd), 1925
- Casanova, liefdesavonturen, dall'edizione originale rielaborata e introdotta da Henri Borel, 1925
- Restif de la Bretonne, de liefdesavonturen van Mr. Nicolas of het menselijk hart ontsluimerd, completamente rielaborata dall'edizione originale con revisione e introduzione di Henri Borel, 1926
- Over de moderne dansen, 1927
- Van leven en dood, 1927
- Cheng Tcheng, con prefazione di Paul Valéry tradotta da Henri Borel, 1929
- Vlindertje, pièce teatrale in quattro atti di Henri Borel e Jaap van der Poll, 1932
- Welteroberung durch Heldenliebe, di Frederik van Eeden, con traduzione e introduzione di Henri Borel, 1933
- Het speelgoed van de kleine Theresia, 1934

### Altro
- J. Thorn Prikker. Brieven van Johan Thorn Prikker, con prefazione di Henri Borel, W. Versluys, Amsterdam, 1897
- G. Casanova, Liefdesavonturen, dall'edizione originale rielaborata con introduzione di Henri Borel, J. Philip Kruseman, L'Aia, 1925

Borel fu anche autore di molti articoli per varie riviste, tra cui Weekblad voor Indië.